# That Handsome Devil
That Handsome Devil (também abreviado como THD), é uma banda rock alternativo dos Estados Unidos formada em 2005 em Boston.

## Integrantes
- Godforbid - vocal, composição
- Jeremy Page - guitarra, baixo, teclado, banjo, pedal steel, glockenspiel, percussão, acordeon, sintetizador, kazoo, vocal de apoio, composição[2]
- Naoko Takamoto - vocal de apoio
- Andy Bauer - bateria, percussão, acordeon, guitarra, vocal de apoio
- Evan Sanders - teclado, trompete, trombone
- Martin Rodriguez - guitarra

## Discografia

### Álbuns
- 2006 - That Handsome Devil EP
- 2008 - A City Dressed in Dynamite

### Singles
- Steady and Slow (2007)
- Lucky Me (2008)
- Mr. Grinch (2008)
- Chicken Claw (2009)

### B-sides e faixas bônus
Hidden track somente disponível no álbum A City Dressed in Dynamite
- Atom Shell (2008)

Faixa bônus exclusiva iTunes para A City Dressed in Dynamite
- Karaoke Burial (2008)
- Power Drunk (2008)